# Shōta Hayama
Shōta Hayama (葉山 翔太 Hayama Shōta?,  Prefectura de Yamaguchi, Japón, 15 de noviembre de 1995) es un actor de voz japonés, afiliado a Axl One. Debutó en 2017 con un papel secundario en la película animada Kuroshitsuji: Book of the Atlantic. Antes de convertirse en seiyū, tenía la intención de ser cocinero, por lo que asistió a una escuela de cocina.

## Filmografía

### Anime
2017
- The Reflection como Estudiante femenina

2018
- Devilman Crybaby como Trabajador de la estación de televisión
- Binan Kōkō Chikyū Bōei-bu Happy Kiss! como Ichiro Dōgo[2]

2021
- Tokyo Revengers - Kazushi Yamagishi

2023
- Kyūketsuki Sugu Shinu 2 - Robin

### Películas animadas
- Kuroshitsuji: Book of the Atlantic (2017)

### Radio
- Binan Kōkō Chikyū Bōei-bu Happy Kiss! (2018, Osaka Broadcasting Corporation) como Ichiro Dōgo

### Series Multimedia
- Hypnosis Mic: Division Rap Battle como Kuko Harai